# 벤 위쇼
벤저민 존 위쇼(영어: Benjamin John Whishaw, 1980년 10월 14일 ~ )는 잉글랜드의 배우이다. 그는 《햄릿》과 같은 연극에서의 역할로 잘 알려져 있으며, TV 시리즈 《나단 발리》, 《크리미널 저스티스》, 《더 아워》와 《런던 스파이》와 영화 《향수: 어느 살인자의 이야기》(2006), 《아임 낫 데어》(2007), 《브라이트 스타》(2009), 《브라이즈헤드 리비지티드》(2008), 《클라우드 아틀라스》(2012), 《더 랍스터》(2015), 《서프레제트 (영화)》(2015)과 《대니쉬 걸》(2015) 등에 출연하였다. 그는 또한 제임스 본드 시리즈영화 《스카이폴》(2012)와 《007 스펙터》(2015)에서 Q 역을 연기했으며, 《패딩턴》(2014)과 《패딩턴 2》(2017)에서 패딩턴 곰의 목소리를 연기했다.

## 성장 과정
위쇼는 잉글랜드 베드퍼드셔주, 클리프턴에서 태어났다. 그의 부모는 그 곳의 랭퍼드에 위치한 화장품 회사에서 일하는 린다 (결혼 전 성씨는 호프)와 정보 기술자인 조세 위쇼이다. 그의 아버지의 조상은 프랑스인, 독일인, 러시아인 출신이며, 그의 어머니는 잉글랜드인 출신이다. 그는 쌍둥이 형제 제임스가 있다. "위쇼"(Whishaw)는 가족의 원래 성씨가 아니며, 가족의 원래 성씨는 "스텔마허"(Stellmacher)로 독일의 성씨이다.
그는 히친의 퀸 마더 극장에서 Bancroft Players Youth Theatre, Big Spirit의 멤버로서 처음으로 유명해졌다. 그는 헨로우 중학교와 셰포드에 있는 새뮤얼 휘트브레드 커뮤니티 칼리지에 다녔다. 그는 2003년에 왕립연극학교를 졸업하였다.

## 사생활
위쇼는 2012년 8월에 오스트레일리아 출신의 작곡가 마크 브래드쇼와 동성간에 인정된 시민결합 관계를 맺었다. 두 사람은 지난 2009년 영화 《브라이트 스타》에서 처음 만나 인연을 이어왔다.

## 출연 작품

### 영화
| 연도 | 제목                                                                              | 역할                                            | 비고            |
| ---- | --------------------------------------------------------------------------------- | ----------------------------------------------- | --------------- |
| 1999 | 참호 The Trench                                                                   | 이병 제임스 드미스                              |                 |
| 1999 | 더 에스코트 The Escort                                                            | 제이                                            |                 |
| 2001 | 베이비 Baby                                                                       | 어린 조                                         | 단편 영화       |
| 2001 | 마이 브라더 톰 My Brother Tom                                                     | 톰                                              |                 |
| 2002 | 스피리추얼 램페이지 Spiritual Rampage                                             |                                                 | 단편 영화       |
| 2003 | 맥길 씨, 당신이 좋다면 언제든지 Ready When You Are Mr. McGill                     | 브루노                                          |                 |
| 2003 | 부즈 크루즈 The Booze Cruise                                                      | 다니엘                                          |                 |
| 2004 | 77 베드 77 Beds                                                                   | 이스마엘                                        | 단편 영화       |
| 2004 | 사랑을 견뎌내기 Enduring Love                                                     | 스퍼드                                          |                 |
| 2004 | 레이어 케이크 Layer Cake                                                          | 시드니                                          |                 |
| 2005 | 스톤드 Stoned                                                                     | 키이스 리차드                                   |                 |
| 2006 | 향수: 어느 살인자의 이야기 Perfume: The Story of a Murderer                       | 장 바티스트 그르누이                            |                 |
| 2007 | 아임 낫 데어 I'm Not There                                                        | 아서                                            |                 |
| 2008 | 브라이즈헤드 리비지티드 Brideshead Revisited                                      | 세바스찬 플라이트                               |                 |
| 2009 | 더 인터내셔널 The International                                                   | 르네 안탈                                       |                 |
| 2009 | 브라이트 스타 Bright Star                                                         | 존 키츠                                         |                 |
| 2009 | 러브 헤이트 Love Hate                                                             | 톰                                              | 단편 영화       |
| 2010 | 폭풍우 The Tempest                                                                | 아리엘                                          |                 |
| 2012 | 스카이폴 Skyfall                                                                  | Q                                               |                 |
| 2012 | 클라우드 아틀라스 Cloud Atlas                                                     | 사환 로버트 프로비셔 매장 점원 조젯 부족 구성원 |                 |
| 2013 | 비트 Beat                                                                         | 알려지지 않음                                   | 단편 영화       |
| 2013 | 제로법칙의 비밀 The Zero Theorem                                                  | 닥터 3                                          |                 |
| 2013 | 틴에이지 Teenage                                                                  | 내레이션                                        | 다큐멘터리 영화 |
| 2013 | 데이즈 앤 나이츠 Days and Nights                                                  | 에릭                                            |                 |
| 2014 | 릴팅 Lilting                                                                      | 리차드                                          |                 |
| 2014 | 패딩턴 Paddington                                                                 | 패딩턴 곰                                       | 목소리 연기     |
| 2015 | 더 뮤즈 The Muse                                                                  | 에드워드 던스턴                                 | 단편 영화       |
| 2015 | 더 랍스터 The Lobster                                                             | 절름발이 남자                                   |                 |
| 2015 | 유니티 Unity                                                                      | 내레이션                                        | 다큐멘터리 영화 |
| 2015 | 서프레제트 (영화) Suffragette                                                     | 소니                                            |                 |
| 2015 | 대니쉬 걸 The Danish Girl                                                         | 헨릭                                            |                 |
| 2015 | 007 스펙터 Spectre                                                                | Q                                               |                 |
| 2015 | 하트 오브 더 씨 In the Heart of the Sea                                           | 허먼 멜빌                                       |                 |
| 2016 | 홀로그램 포 더 킹 A Hologram for the King                                         | 데이브                                          |                 |
| 2017 | 패딩턴 2 Paddington 2                                                             | 패딩턴 돔                                       | 목소리 연기     |
| 2018 | 메리 포핀스 리턴즈 Mary Poppins Returns                                           | 마이클 뱅크스                                   |                 |
| 2019 | 리틀 조 Little Joe                                                                | 크리스                                          |                 |
| 2019 | 더 퍼스널 히스토리 오브 데이빗 코퍼필드 The Personal History of David Copperfield |                                                 |                 |
| 2020 | 서즈 Surge                                                                        | 조셉                                            |                 |
| 2021 | 007 노 타임 투 다이 NO TIME TO DIE                                                | Q                                               |                 |
| 2022 | 위민 토킹                                                                         | 어거스트 엡                                     |                 |
| 2024 | 리모노프: 에디의 발라드                                                           | 에두아르드 리모노프                             |                 |

### 텔레비전
| 연도    | 제목                                              | 역할          | 비고                                |
| ------- | ------------------------------------------------- | ------------- | ----------------------------------- |
| 2000    | 블랙 캠 Black Cab                                 | 라이언        | 에피소드: "Work"                    |
| 2000    | 오더 피플스 칠드런 Other People's Children        | 설리          | 4 에피소드                          |
| 2005    | 나단 발리 Nathan Barley                           | 핀구          | 6 에피소드                          |
| 2008    | 크리미널 저스티스 Criminal Justice                | 벤 콜터       | 5 에피소드                          |
| 2011–12 | 더 아워 The Hour                                  | 프레디 라이언 | 12 에피소드                         |
| 2012    | 리처드 2세 Richard II                             | 리처드 2세    | 텔레비전 영화                       |
| 2014    | 플레이하우스 프레젠트 Playhouse Presents          | 에즈라        | 에피소드: "Foxtrot"                 |
| 2015    | 런던 스파이 London Spy                            | 대니          | 5 에피소드                          |
| 2017    | 퀴어: 플랫폼의 맨 Queers: The Man on The Platform | 퍼스          | 마크 게티스 각본의 BBC4 TV 모놀로그 |
| 2018    | 어 베리 잉글리쉬 스캔들 A Very English Scandal    | 노먼 스콧     | BBC oneTV 드라마                    |
| 2020    | 파고 시즌4 Fargo                                  | 라비 밀리건   | 미국 드라마                         |
| 2021    | 조금 따끔할 겁니다 This is going to hurt          | 애덤 케이     |                                     |
| 2024    | 블랙 도브 Black Doves                             | 샘            |                                     |

### 연극
| 연도 | 제목                                              | 역할                 | 장소                               | 비고 |
| ---- | ------------------------------------------------- | -------------------- | ---------------------------------- | ---- |
| 2003 | His Dark Materials                                | 재스퍼 형제          | 로열 내셔널 시어터                 |      |
| 2004 | 햄릿 Hamlet                                       | 햄릿                 | 올드 빅                            |      |
| 2005 | 머큐리 퍼 Mercury Fur                             | 엘리엇               | 페인즈 플라우의 메니에 초콜릿 공장 |      |
| 2006 | 갈매기 The Seagull                                | 콘스탄틴             | 로열 내셔널 시어터                 |      |
| 2007 | Leaves of Glass                                   | 스티븐               | 소호 극장                          |      |
| 2008 | ...some trace of her                              | 므이쉬킨 공작        | 로열 내셔널 시어터                 |      |
| 2009 | 콕 Cock                                           | 존                   | 로열 코트 시어터                   |      |
| 2010 | 더 프라이드 The Pride                             | 올리버               | 루실 로텔 시어터                   |      |
| 2013 | 피터와 앨리스 Peter and Alice                     | 피터 르웰린 데이비스 | 노엘 코워드 시어터                 |      |
| 2013 | Mojo                                              | 베이비               | 해롤드 핀터 시어터                 |      |
| 2015 | 바카이 Bakkhai                                    | 디오니소스           | 알메이다 시어터                    |      |
| 2016 | 더 크루서블 The Crucible                          | 존 프록터            | 월터 커 시어터                     |      |
| 2017 | 어게인스트 Against                                | 루크                 | 알메이다 시어터                    |      |
| 2018 | 줄리어스 시저 Julius Caesar                       | 브루투스             | 브릿지 시어터                      |      |
| 2019 | 트로이의 노마 진 베이커 Norma Jeane Baker of Troy | 마릴린 먼로          | 더 셰드                            |      |

### 라디오
| 연도 | 제목               | 역할      | 비고 |
| ---- | ------------------ | --------- | ---- |
| 2004 | 아서 Arthur        | 아서      |      |
| 2006 | Look Back in Anger | 지미 포터 |      |
| 2011 | Cock               | 존        |      |

## 수상 및 후보
| 년도 | 작품                       | 상                                                 | 부분                                                     | 결과 | 참조.  |
| ---- | -------------------------- | -------------------------------------------------- | -------------------------------------------------------- | ---- | ------ |
| 2001 | 마이 브라더 톰             | 브리티시 인디펜던트 필름 어워드 (영국 독립 영화상) | 가장 유망한 신인상                                       | 수상 |        |
| 2001 | 마이 브라더 톰             | 소치 국제 영화제                                   | 최우수 남우주연상                                        | 수상 |        |
| 2004 | 햄릿                       | 이안 찰슨상                                        | Third Prize 2005                                         | 수상 |        |
| 2004 | 햄릿                       | 로런스 올리비에상                                  | 최우수 남우주연상                                        | 후보 |        |
| 2004 | 햄릿                       | 사우스 뱅크 스카이 아트 어워드                     | 신인 예술가상                                            | 후보 |        |
| 2004 | 햄릿                       | 영국 이브닝 스탠다드 씨어터 어워드                 | 최우수 신인상                                            | 후보 |        |
| 2004 | 햄릿                       | 왓츠온스테이지.닷컴 어워드                         | 최우수 남우주연상                                        | 후보 | [ 19 ] |
| 2006 | 향수: 어느 살인자의 이야기 | 밤비 어워드                                        | 최우수 해외 영화상 (베른트 아이힝거, 톰 티크베어와 함께) | 수상 |        |
| 2006 | 향수: 어느 살인자의 이야기 | 유럽 영화상                                        | 최우수 남우주연상                                        | 후보 |        |
| 2007 | 향수: 어느 살인자의 이야기 | 영국 아카데미상(BAFTA)                             | 라이징 스타상                                            | 후보 |        |
| 2007 | 아임 낫 데어               | 인디펜던트 스피릿 어워드                           | 최우수 앙상블상                                          | 수상 |        |
| 2008 | 크리미널 저스티스          | 국제 에미상                                        | 최우수 남우주연상                                        | 수상 |        |
| 2008 | 크리미널 저스티스          | 로열 텔레비전 협회 어워드                          | 최우수 남우주연상                                        | 수상 |        |
| 2009 | 크리미널 저스티스          | 영국 아카데미 텔레비전상(BAFTA)                    | 최우수 남우주연상                                        | 후보 |        |
| 2013 | 더 아워                    | 영국 방송언론조합상(BPG)                           | 최우수 남우주연상                                        | 후보 |        |
| 2012 | 리처드 2세                 | 영국 방송언론조합상(BPG)                           | 최우수 남우주연상                                        | 후보 |        |
| 2013 | 리처드 2세                 | 영국 아카데미 텔레비전상(BAFTA)                    | 최우수 남우주연상                                        | 수상 |        |
| 2013 | 피터와 앨리스              | 왓츠온스테이지.닷컴 어워드                         | 최우수 남우주연상                                        | 후보 | [ 19 ] |
| 2013 | Mojo                       | 왓츠온스테이지.닷컴 어워드                         | 최우수 남우주연상                                        | 후보 | [ 19 ] |
| 2015 | 더 랍스터                  | 브리티시 인디펜던트 필름 어워드 (영국 독립 영화상) | 최우수 남우조연상                                        | 후보 |        |
| 2016 | 런던 스파이                | 영국 아카데미 텔레비전상(BAFTA)                    | 최우수 남우주연상                                        | 후보 |        |
| 2016 | 더 크루서블                | 시어터 월드 어워드                                 | 빈칸                                                     | 수상 |        |